# Darol Anger
Darol Anger (San Francisco, 1953) is een Amerikaanse jazzviolist.

## Biografie
Anger was op 21-jarige leeftijd een van de oprichters van het kwintet van David Grisman, waarin folk, blues en jazz samenkwamen. Samen met de pianiste Barbara Higbie nam hij het album Tideline (1982) op voor Windham Hill. Twee jaar later haalden beiden Mike Marshall, Todd Phillips en Andy Narell bij hun kwintet waarmee ze optraden tijdens het Montreux Jazz Festival. Het kwintet was tot 1990 onderweg als Montreux en bracht verschillende albums uit.
In 1985 was Anger een van de oprichters van het Turtle Island String Quartet, waarvoor hij ook arrangeerde en componeerde. Momenteel leidt hij de Republic of Strings (vanaf 2013), dat hij samen met Scott Nygaard formeerde. Hij speelt ook bluegrass in verschillende formaties, maar hij trad ook op met Tony Rice, Stéphane Grappelli, Peter Ind, Marin Alsop, Bill Evans, Nickel Creek, Chris Thile & the Punch Brothers, Béla Fleck en Taarka. 
Sinds 2010 is hij universitair hoofddocent aan het Berklee College of Music.

## Discografie
- 1981: Fiddlistics
- 1982: Tideline – met Barbara Higbie
- 1984: Live at Montreux '84
- 1985: Chiaroscuro
- 1988: The Duo – met Mike Marshall
- 1988: Jazz Violin Celebration
- 1996: Heritage
- 1997: Like Minds
- 1997: At Home and On The Range
- 1998: Christmas Heritage
- 1999: Jam
- 1999: Diary of a Fiddler
- 2000: Brand New Can
- 2001: Now Hear This
- 2005: Republic Of Strings
- 2007: Generation Nation
- 2007: Woodshop
- 2007: Mike Marshall and Darol Anger with Väsen

- Bibliothèque nationale de France: cb13890797z (data)
- Gemeinsame Normdatei: 134315316
- International Standard Name Identifier: 0000 0000 5514 1186
- Library of Congress Control Number: n82133828
- Nationale Bibliotheek van Letland: 000338288
- MusicBrainz: 3bbd5ed8-8a84-41e7-91cf-945162aa7cdb
- Nederlandse Thesaurus van Auteursnamen: 095766944
- SNAC: w6vx3tx2
- Virtual International Authority File: 39560908
- WorldCat: E39PBJjMvccy4GHfbfKK4yJxDq